# Перша Івуарійська громадянська війна
Перша Івуарійська громадянська війна — громадянська війна в Кот-д'Івуарі в період з 2002 по 2007 рік, що розколола країну на мусульманську північ і християнський південь.

## Передумови
Громадянська війна була наслідком низки подій та процесів, зокрема:
- У 1993 році, кінець 33 річного президентства Фелікса Уфуе-Буаньї поставив народ Кот-д'Івуару перед необхідністю обирати подальший шлях розвитку країни. Уфуе-Буаньї був президентом з моменту здобуття країною незалежності, і тому політична система Кот-д'Івуару була побудована на харизмі лідера та жорстко централізована. 1993 року в Кот-д'Івуарі були проведені перші відкриті вибори без Уфуе-Буаньї.
- Велика кількість іноземців у Кот-д'Івуарі вимагала права голосу. 26 % населення країни на той момент мала іноземне походження, зокрема, з Буркіна-Фасо, бідного сусіда на півночі. Багато хто з цих людей були громадянами Кот-д'Івуару лише в другому поколінні, а деякі, зокрема, нащадки мандінка, вважали своєю батьківщиною північ нинішнього Кот-д'Івуару. Ці етнічні питання жорстко придушувалися урядом Уфуе-Буаньї, але випливли назовні після смерті. Термін «Ivoirity», спочатку придуманий Анрі Конан Бедьє, для позначення загальної культурної самобутністі усіх, хто живе в Кот-д'Івуарі, став використовуватися націоналістичними та ксенофобськими політиками для завоювання популярності за рахунок розпалювання міжетнічних конфліктів.
- Дискримінація щодо івуарійців буркінійського походження змусила сусідні країни, зокрема Буркіна-Фасо, побоюватися масової міграції біженців.
- Економічний спад у зв'язку з погіршенням умов торгівлі між країнами третього світу та розвиненими країнами посилив напруженість усередині країни.
- Безробіття змусило частину міського населення повернутися до полів, які вже були зайняті мігрантами.

## Зростання напруженості
Спочатку насильство було спрямоване проти іноземців. Процвітання Кот-д'Івуару приваблювало багатьох африканців із Західної Африки, і до 1998 року вони становили 26 % населення, 56 % з яких буркінійського походження («буркінабе»). У цій атмосфері зростала расова напруженість, політика Уфуе-Буаньї щодо надання громадянства буркінабе, що проживало в Кот-д'Івуарі, була критикована.
У 1995 році етнічні конфлікти переросли в заворушення, коли буркінабе було вбито на плантаціях у Табу.

### Каталізатор конфлікту
Каталізатором конфлікту став закон, поспішно підготовлений урядом та затверджений на референдумі безпосередньо перед виборами 2000 року. Цей закон вимагав, щоб у кандидата в президенти обидва батьки народилися в Кот-д'Івуарі. Це виключало з передвиборчих перегонів кандидата жителів півночі Алассана Уаттара. Уаттара представляв переважно мусульманську північ, населену в основному бідними робітниками-іммігрантами з Малі та Буркіна-Фасо, які працювали на кавових та какао плантаціях.

## Початок громадянської війни (2002)
19 вересня 2002 року внаслідок повстання солдатів, звільнених з армії за підозрою в нелояльності владі, у країні розпочалася громадянська війна. Повсталі солдати почали наступ на Абіджан. Опівдні північ країни опинився під їхнім контролем. Головною вимогою заколотників було скасування дискримінації для кандидатів у президенти та представництво жителів півночі в органах влади в Абіджані.
Першої ж ночі повстання було вбито колишнього президента Робера Гей. Уряд заявив, що він загинув під час спроби очолити повстання, і державне телебачення показало фотографії його тіла на вулиці. Однак була розхожа думка, що його тіло було переміщене після смерті, і що він насправді був убитий у своєму будинку разом із п'ятнадцятьма наближеними. Алассан Уаттара сховався в посольстві Франції, а його будинок було спалено.
У бунті брали участь дві організації — «Нова Сила», під керівництвом Роберта Геї, і «Патріотичні сили» на чолі з Гійомом Соро. Після смерті Роберта НР та ПС об'єдналися під керівництвом Гійома Соро.
Дьюла перейшли на бік повстанців — Патріотичного руху Кот-д'Івуару (ПРКІ), а потім — «Нових Сил» (Forces Nouvelles). Повстанці об'єднали представників кілька народів, включаючи мандінку, сенуфо, лобі.
Заворушення почалися майже одночасно у більшості великих міст. Урядові війська зберегли контроль над Абіджаном і півднем, але повстанські війська зайняли північ і влаштувалися в Буаку. Лоран Гбагбо звинуватив Буркіна-Фасо у дестабілізації ситуації в країні. Після закінчення війни він стверджував, що повстання було заплановано у Буркіна-Фасо солдатами Кот-д'Івуару, близькими до Роберта Геї.
У грудні 2002 року французькі інтервенти допомогли президентові Гбагбо відбити тиск бунтівників.
Сили, залучені до конфлікту:
- Офіційні урядові сили, національна армія (НЗСКІ).
- «Молоді патріоти» — націоналістичні групи, сформовані з ініціативи Лорана Гбагбо.
- Найманці, завербовані Гбагбо, в основному ліберійці, білоруси та українці[6].
- «Нові сили» (НС) — північні повстанці.
- Французькі збройні сили — війська, відправлені в рамках Операції «Єдиноріг» та солдати відправлені під мандатом ООН, 3000 у лютому 2003 року та 4600 — у листопаді 2004 року.
- Солдати Економічного співтовариства західноафриканських країн (ЕКОВАС), «Білі каски», під мандатом ООН.

Не в останню чергу тому, що з самого початку повстанська армія формувалася на основі діючих солдатів, вони були добре озброєні. Крім того, прихильники уряду стверджували, що повстанців підтримала Франція. Проте повстанці засудили Францію за підтримку уряду.
Після того, як повстанці перегрупувалися у Буаку, вони стали загрожувати атакувати південь. У результаті Франція направила 2500 солдатів і запросила схвалення ООН. 22 вересня Франція розгорнула свої війська у Кот-д'Івуарі. Жак Ширак заявив, що французькі війська не воюють із повстанцями, а захищають своїх громадян та інших іноземців, а вирушили до північних міст, щоб захистити іноземців. США надали французам обмежену підтримку.
17 жовтня було підписано угоду про припинення вогню, розпочалися переговори.
28 листопада Народний рух Кот-д'Івуару (НРКІ) та Рух за справедливість і мир (РСМ), два нових повстанських рухи, взяли під свій контроль міста Ман і Данане, розташовані на заході країни. У відповідь туди були відправлені французькі війська для евакуації іноземців, які вступили у бій із повстанцями в районі Мана 30 листопада. Зіткнення призвели до загибелі щонайменше десяти повстанців, один французький солдат отримав поранення.
Режим припинення вогню практично впав 6 січня, коли дві групи бойовиків напали на французькі позиції неподалік міста Дюекуе, поранивши дев'ять солдатів, одного з них важко. Згідно з заявою французького представника, французькі війська відбили напад і контратакували, вбивши 30 повстанців.

## Угоди в Маркусі (2003—2004)
З 15 по 26 січня 2003 року учасники конфлікту зустрілися у Ліна-Маркуссі, що знаходиться в муніципалітеті Маркуссі у Франції, щоб спробувати домовитися про повернення до миру. Сторони підписали 26 січня компромісну угоду. Президент Гбагбо зберігав владу, а його опоненти були запрошені в уряд примирення та отримали посади міністрів оборони та внутрішніх справ. Солдати ЕКОВАС та 4000 французьких солдатів були розміщені між двома сторонами, утворюючи демілітаризовану зону. Сторони домовилися спільно працювати над зміною національної ідентичності, зміною законів про громадянство та правил землеволодіння, які багатьма розглядалися як докорінні причини конфлікту.
Станом на 4 лютого в Абіджані відбулися антифранцузькі демонстрації на підтримку Лорана Гбагбо. Закінчення громадянської війни було проголошено 4 липня. Спробу путчу, організованого з Франції генералом Ібраїмом Кулібалі, було зірвано 25 серпня французькою секретною службою.
ООН 27 лютого 2004 року створила UNOCI — групу військ з дотримання миру в Кот-д'Івуарі, на додаток до французьких та військ ЕКОВАС.
4 березня «Нові сили» призупинили свою участь в уряді, вступивши в конфлікт із партією Гбагбо щодо кандидатур на заміщення вищих посад.
25 березня було організовано марш миру на знак протесту проти блокування угод у Маркуссі. Демонстрації були заборонені указом 18 березня, проти демонстрантів було кинуто війська: 37 людей загинули за даними уряду, від 300 до 500 — за даними опозиційної Демократичної партії Анрі Конан Бедьє. Репресії відштовхнули від уряду низку опозиційних партій.
Уряд національного примирення, що спочатку складався з 44 членів, 6 травня було скорочено до 15 осіб після звільнення трьох міністрів, серед них Гійома Соро, політичного лідера повстанців. Це передбачало призупинення участі у національному уряді більшості політичних рухів.
Французи опинилися у двозначному становищі. Обидві сторони звинувачували Францію у підтримці їхніх опонентів: прихильники Гбагбо — за захист повстанців і прагнення примирення; повстанці — за запобігання захопленню Абіджана. 25 червня французького солдата було вбито у своєму автомобілі урядовим солдатом поряд з Ямусукро.
4 липня 2003 року уряд та «Нові сили» підписали декларацію «Про кінець війни», яка визнала авторитет президента Гбагбо і обіцяла працювати над реалізацією угоди в Маркуссі, а також програмами демобілізації, роззброєння та реінтеграції.
У 2004 році спалахи насильства та політична криза призвели до переговорів в Аккре. Підписана 30 липня 2004 року угода підтвердила цілі угоди в Маркуссі та конкретні терміни їх реалізації. Проте терміни — кінець вересня для законодавчої реформи та 15 жовтня для роззброєння повстанців — не були виконані сторонами.

## Відновлення бойових дій

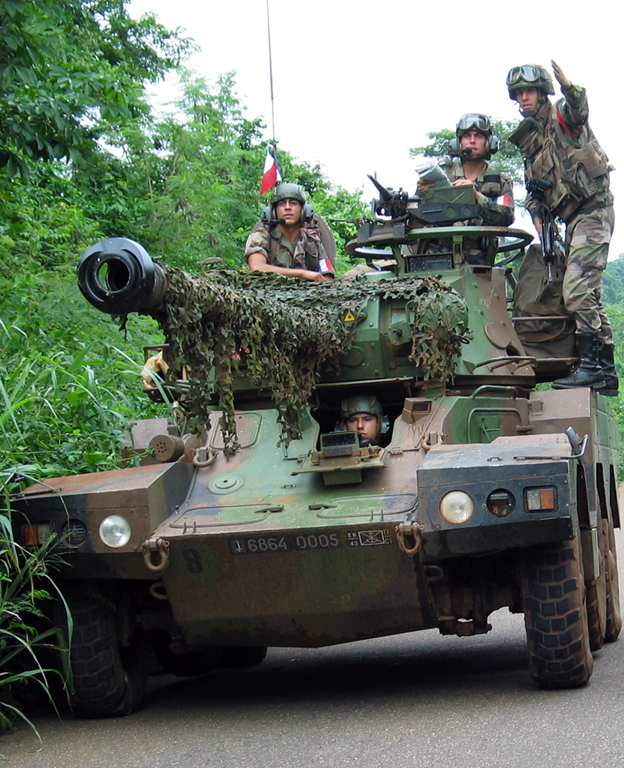
Французькі солдати у Кот-д'Івуарі, 2003

Законопроекти, передбачені у процесі реалізації угоди у Маркуссі, були заблоковані Національними Зборами Кот-д'Івуару. У результаті цензи для кандидата в президенти не були переглянуті, Гбагбо також заявив про своє право на призначення прем'єр-міністра, що суперечило угодам, підписаним в Аккре. Роззброєння повстанців, яке мало статися через 15 днів після конституційних реформ, таким чином, не відбулося.
Гбагбо посилив цензуру, газети, небайдужі на північ, були закриті, незгодні радіостанції також було ліквідовано.
11 жовтня миротворці ООН відкрили вогонь по ворожих демонстрантах. «Нові сили» оголосили 13 жовтня про відмову роззброїтися, посилаючись на великі закупівлі зброї національною армією Кот-д'Івуару (НВСКІ). Вони перехопили дві вантажівки НВСКІ, повні важкого озброєння, що прямували до демаркаційної лінії. 28 жовтня повстанці оголосили надзвичайний стан на півночі країни.

### Французько-івуарійський конфлікт
4 листопада президент Гбагбо наказав відновити повітряні нальоти на повстанців у зв'язку з їх виходом з процесу роззброєння, і ВПС Кот-д'Івуару розпочали бомбардування Буаке. 6 листопада івуарійський Су-25 розбомбив французьку базу в Буаке, нібито випадково, вбивши дев'ять французьких солдатів та американського робітника та поранивши 31 особу. У відповідь французькі війська провели напад на аеропорт Ямусукро, знищивши два Су-25 і три гелікоптери, ще два військові гелікоптери були ними збиті над Абіджаном. Через годину після нападу на табір французька армія встановила контроль над аеропортом Абіджана та запросила підкріплення з бази в Габоні. Президент Гбагбо звинуватив Францію у підтримці повстанців.
Одночасно «Молоді патріоти Абіджана» — націоналістичне ополчення почали грабувати майно французьких громадян. Декілька сотень людей із заходу, головним чином французи, сховалися на дахах своїх будинків, щоб уникнути розправи, а потім були евакуйовані французькими вертольотами. Франція направила підкріплення із 600 солдатів[джерело?].

## Закінчення конфлікту (2005—2007)

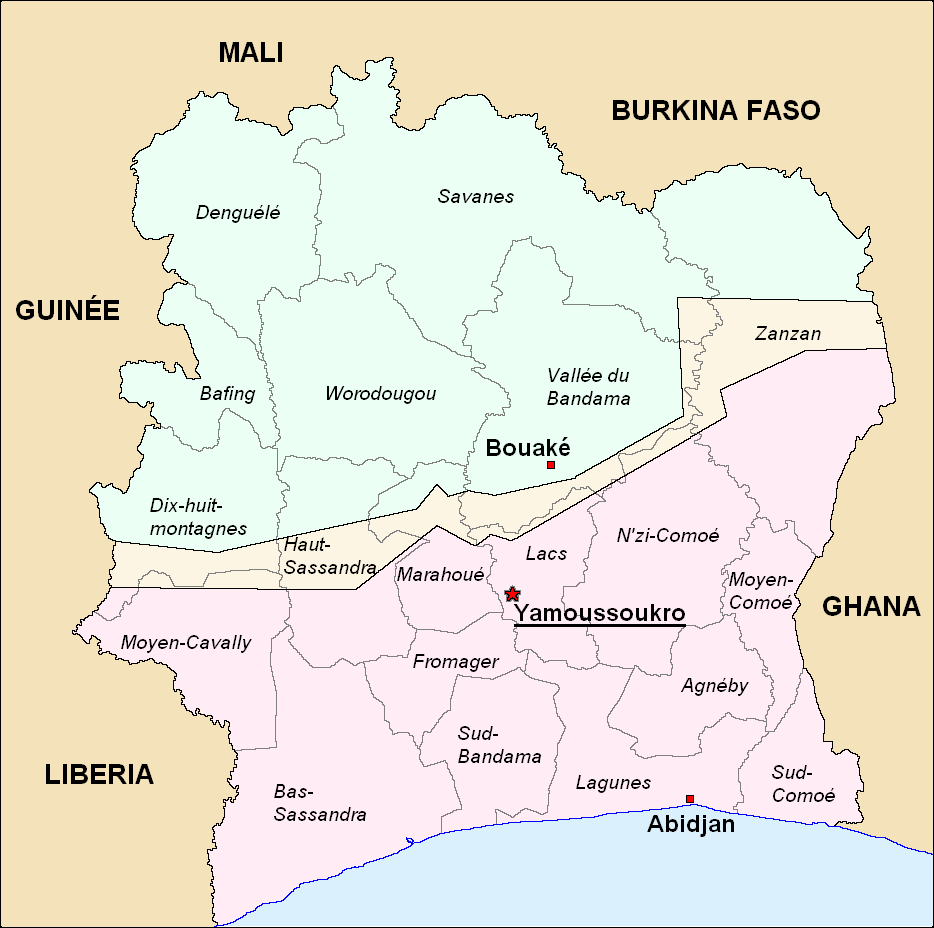
Карта з позначенням буферної зони, встановленої у 2007 році.

Станом на 8 листопада 2004 року європейці, а також марокканці, канадці та американці покинули країну. 13 листопада президент Національних Зборів Кот-д'Івуару Мамаду Кулібалі заявив, що уряд не несе жодної відповідальності за бомбардування 6 листопада і оголосив про свій намір звернутися до Міжнародного Суду, звинувачуючи Францію у знищенні ВПС Кот-д'Івуару та загибелі кількох людей. В інтерв'ю The Washington Post Лоран Гбагбо поставив під сумнів французькі втрати.
Рада Безпеки ООН 15 листопада 2004 року ухвалила резолюцію 1572, встановивши ембарго на постачання зброї воюючим сторонам.
Зустріч між політичними лідерами Кот-д'Івуару була проведена у Преторії з 3 по 6 квітня 2005 року з ініціативи Табо Мбекі. Підписаний меморандум заявляв про необхідність негайного та остаточного припинення всіх військових дій та закінчення війни на всій території країни. 21 квітня повстанці почали відводити важкі озброєння від лінії фронту.
Президентські вибори повинні були бути проведені 30 жовтня 2005 року, але у вересні Генеральний секретар ООН Кофі Аннан заявив, що заплановані вибори не можуть бути проведені в термін. 11 жовтня 2005 року альянс опозиційних партій Кот-д'Івуару закликав ООН відхилити пропозиції Африканського союзу про те, щоб Лоран Гбагбо залишився на своїй посаді на 12 додаткових місяців після закінчення свого мандата. Однак через кілька днів Рада Безпеки ООН схвалила продовження мандата Гбагбо.
Збірна Кот-д'Івуару з футболу допомогла досягти перемир'я в 2006 році, коли вона виступала на Кубку світу, і переконала Гбагбо відновити мирні переговори. Футболісти також сприяли подальшому зниженню напруженості між урядом та повстанцями, зігравши у 2007 році товариський матч у Буаке. Наприкінці 2006 року вибори знову були відкладені, цього разу до жовтня 2007 року.
4 березня 2007 року було підписано мирний договір між урядом та «Новими силами» в Уагадугу . Лідер «Нових сил» Гійом Соро був згодом призначений прем'єр-міністром і обійняв посаду на початку квітня. 16 квітня у присутності Гбагбо та Соро розпочався демонтаж укріплень буферної зони ООН між двома сторонами, і урядові війська та бійці НР марширували в єдиному строю. Гбагбо заявив, що війна закінчилася.
19 травня почалося роззброєння проурядового ополчення на церемонії в Гігло, де був присутній Гбагбо.
Центральний уряд почав повертати собі контроль над північними районами, так, 18 червня було призначено новий префект Буаке.
29 червня літак Гійома Соро обстріляли в аеропорту Буаке. Літак був сильно пошкоджений, але Соро не постраждав.
Гбагбо відвідав північ уперше з початку війни на церемонії роззброєння 30 липня. Там же був присутній і Соро. Ця церемонія спалювання зброї мала символізувати кінець конфлікту. На церемонії Гбагбо заявив, що країна має готуватися до виборів, запланованих на 2008 рік.
27 листопада 2007 року Гбагбо та Соро підписали ще одну угоду в Уагадугу, де вибори призначалися на кінець червня 2008 року. 28 листопада Гбагбо вилетів у Корого, а потім на батьківщину Соро, у Феркеседугу, де затримався на три дні.
22 грудня буферна зона була остаточно ліквідована.

## Відновлення насильства після президентських виборів
Президентські вибори, які мали відбутися ще у 2005 році, у результаті були знову відкладені до жовтня 2010 року. Попередні результати, оголошені виборчою комісією, показали невелике відставання Гбагбо від його головного суперника, колишнього прем'єр-міністра Алассана Уаттари. Партія Гбагбо заперечила результати виборів до Конституційної ради, звинувативши опонентів у масових фальсифікаціях результатів голосування у північних департаментах, контрольованих «Новими силами». Ці звинувачення були підтримані міжнародними спостерігачами.
Звіт про підсумки виборів призвів до серйозної напруженості та насильства. Конституційна Рада, яка складалася з прихильників Гбагбо, оголосила результати голосування у семи північних департаментах незаконними та затвердила, що Гбагбо виграв вибори з 51 % голосів (замість перемоги Уаттари з 54 %, як повідомлялося виборчою комісією). Після урочистої інавгурації Гбагбо, Уаттара, визнаний переможцем у більшості країн та Організації Об'єднаних Націй, організував альтернативну інавгурацію. Ці події викликали побоювання, що громадянська війна відновиться. Африканський союз направив Табо Мбекі, колишнього президента ПАР, як посередник. Рада Безпеки ООН ухвалила резолюцію про визнання Алассана Уаттари переможцем виборів.
ЕКОВАС призупинив членство Кот-д'Івуару, як і Африканський союз. 16 грудня Уаттара звернувся до своїх прихильників із закликом рушити на Абіджан, економічну столицю країни, та захопити урядові будівлі, що призвело до зіткнень та жертв. У Тьєбіссу з'явилися повідомлення про бої між силами повстанців та армією Кот-д'Івуару.
Зіткнення між прихильниками Гбагбо та повстанцями «Нових сил» сталися у західному місті Тіплі 24 лютого 2011 року. Зіткнення були також зареєстровані в Абіджані, Ямусукро та навколо Аньяма 25 лютого. До кінця березня північні війська взяли Бондуку і Абенгуру на сході, Далоа, Дюекве і Ганьоа на заході та столицю Ямусукро, взявши під контроль три чверті країни. Південні сили, лояльні до Гбагбо, опиралися слабо.
Резолюція 1975 року Ради Безпеки ООН ввела міжнародні санкції на території режиму Лорана Гбагбо.